# Marie Meunier
Marie Meunier (Saint-Ghislain, 11 april 1992) is een Belgisch politica voor de PS.

## Biografie
Meunier behaalde in 2015 een bachelor in de plastische en de visuele kunsten aan de kunsthogeschool ARTS2 in Bergen, alwaar ze in 2018 tevens een bijzondere master in interieurarchitectuur en een aggregatie in visuele kunsten behaalde.
Als socialistisch militant sloot Meunier zich aan bij de Mouvement des Jeunes Socialistes (MJS), de jongerenafdeling van de PS. Van 2013 tot 2014 was ze nationaal vicevoorzitter van de MJS en daarna was ze van 2014 tot 2015 nationaal politiek secretaris en van 2015 tot 2017 opnieuw nationaal vicevoorzitter van de jongerenpartij. Daarnaast was ze van 2014 tot 2018 voorzitter van de MJS-afdeling in Bergen en vertegenwoordigt ze sinds 2017 de PS-federatie van Bergen-Borinage in het nationaal partijbestuur van de partij.
In oktober 2012 werd Meunier op 20-jarige leeftijd verkozen tot gemeenteraadslid van Bergen. Als gemeenteraad zetelde ze van 2013 tot 2018 in het bestuur van de sociale huisvestingsmaatschappij Toit & Moi en in de raadgevende commissie voor ruimtelijke ordening van de stad. Sinds december 2018 is Meunier er OCMW-voorzitter en schepen van Sociale Zaken, Gelijke Kansen, Landbouw en Kind.
Bij de federale verkiezingen van juni 2024 bekleedde Marie Meunier de vierde plaats op de PS-lijst in de kieskring Henegouwen en werd ze zodoende verkozen in de Kamer van volksvertegenwoordigers.